# Цвиллингское сельское поселение
Цвиллингское се́льское поселе́ние — муниципальное образование в Чесменском районе Челябинской области Российской Федерации.  В рамках административно-территориального устройства муниципальное образование  соответствует административно-территориальной единице Цвиллингский сельсовет.
Административный центр — посёлок Цвиллинга.

## История
Статус и границы сельского поселения установлены Законом Челябинской области от 12 ноября 2004 года № 289-ЗО «О статусе и границах Чесменского муниципального района и сельских поселений в его составе»

## Население
| 2002  | 2010  | 2011  | 2012  | 2013  | 2014  | 2015  |
| ----- | ----- | ----- | ----- | ----- | ----- | ----- |
| 1709  | ↘1690 | ↘1687 | ↗1725 | ↗1770 | ↗1790 | ↘1696 |
| 2016  | 2017  | 2018  | 2019  | 2020  | 2021  |       |
| ↘1603 | ↘1564 | ↘1517 | ↘1467 | ↘1416 | ↘1130 |       |

## Состав сельского поселения
| № | Населённый пункт | Тип населённого пункта          | Население |
| - | ---------------- | ------------------------------- | --------- |
| 1 | Бускульский      | посёлок                         | ↘367      |
| 2 | Камышный         | посёлок                         | ↗204      |
| 3 | Огнеупорный      | посёлок                         | 604       |
| 4 | Цвиллинга        | посёлок, административный центр | ↗515      |